# David Hamidovic
David Hamidovic, né le 21 septembre 1974, est un historien français.
Il est spécialisé en histoire de l’Antiquité, notamment en histoire du judaïsme ancien, la littérature apocryphe juive et les manuscrits de la mer Morte.

## Biographie
Il est docteur en Histoire de l'Antiquité de l'université Paris-Sorbonne, sous la direction d’André Caquot et de Mireille Hadas-Lebel, avec la mention Très Bien et Félicitations du jury (2003). La thèse portait sur Les traditions du jubilé à Qumrân ; elle est publiée aux éditions Geuthner (Paris) sous ce titre. Il est aussi élève titulaire de l’École biblique et archéologique française de Jérusalem (2001-2002) et pensionnaire de l'Académie des inscriptions et belles-lettres, Institut de France (2001-2002). Il détient un diplôme d’études approfondies en Histoire de l'Antiquité de l'université Paris-Sorbonne, sous la direction d’André Caquot et Mireille Hadas-Lebel, avec la mention Très Bien et Félicitations du jury (1998). Il possède aussi une maîtrise en Histoire ancienne de l'université catholique de l'Ouest d'Angers, sous la direction d'André Caquot et Jean Riaud, avec la mention Très Bien et Félicitations du jury (1994).
Il est professeur ordinaire à la chaire « Littérature apocryphe juive et histoire du judaïsme dans l’Antiquité » à l'université de Lausanne, Faculté de théologie et de sciences des religions, Institut romand des sciences bibliques (IRSB) et Laboratoire des cultures et Digital Humanities (LaDHUL) depuis 2011. Il fut chargé de cours, puis maître de conférences à l'université catholique de l'Ouest à Angers de 2006 à 2011. Il fut aussi chargé de cours à l’École normale supérieure de Lyon, Lettres & sciences humaines, Institut des langues anciennes, devenue École normale supérieure de Lyon, de 2002 à 2011. Il fut Visiting Scholar à la Yale Divinity School de l'université Yale en 2015.
Du 1er août 2016 au 31 juillet 2019, il fut Doyen de la Faculté de théologie et de sciences des religions à l'université de Lausanne, après en avoir été vice-Doyen de 2012 à 2016. Il est membre de l'Institut romand des sciences bibliques (IRSB) depuis 2011. Il est responsable de l’équipe de recherche « Histoire du judaïsme et du christianisme anciens » au Centre Lenain de Tillemont (Paris IV Sorbonne – UMR CNRS 8167) depuis 2008. Il est membre associé de l’UMR CNRS 8167 « Orient et Méditerranée » depuis 2006, et du Centre d’études des religions du Livre (CERL) au Laboratoire d’études sur les monothéismes (LEM) (École pratique des hautes études – UMR CNRS 8584) depuis 2008. Il fut membre du groupe de recherche 2320 CNRS : « Littératures juives et intertestamentaires au tournant de notre ère » (2001-2005).
Il est membre de nombreuses sociétés savantes dont l'Académie des sciences de New York, l'Israel Exploration Society, la Société asiatique (Institut de France, Paris), l’Association catholique française pour l’étude de la Bible (ACFEB), l’European Association of Biblical Studies (EABS) où il a été Chair Unit « Digital Humanities in Ancient Judaism and Early Christianity » depuis 2012 à 2019, la Society of Biblical Literature (SBL), où il a été Chair Unit « Digital Humanities in Biblical Studies, Ancient Judaism and Early Christianity » pour l’International Congress de 2012 à 2018 et le National Congress (États-Unis) de 2012 à 2018. Il a organisé l'Enoch Graduate Seminar à l'Université de Lausanne en 2018.
Il est directeur de la revue internationale Judaisme ancien – Ancient Judaism (Brepols), directeur de la collection « Digital Biblical Studies » (Brill) de 2016 à 2019, directeur de la collection « Culture archéologique du judaïsme ancien » (Geuthner), directeur de la collection « La Bible des Samaritains » (Cerf). Il est membre du conseil de rédaction de la collection « Judaïsme ancien et origines du christianisme » (Brepols), membre de la rédaction de la revue internationale Revue biblique (Jérusalem, Gabalda), membre de la rédaction de la revue internationale Semitica (Paris, Peeters), membre de la rédaction de la revue Le Monde de la Bible (Paris. Bayard), membre du comité scientifique de la revue internationale De Kemi à Birit Nâri (Geuthner), membre du comité scientifique de la revue internationale Langues et littératures arabes (ENS de Lyon), membre du comité scientifique de la revue Religions, histoires, cultures (Paris, Le Manuscrit), membre du comité de rédaction de la revue internationale Judaica. Neue digitale Folge (Université de Berne), membre du comité de rédaction de la revue internationale Advances in Ancient, Biblical, and Near Eastern Research (Université de Tübingen).
Il a dirigé une équipe de l'Université de Lausanne qui a participé à la mise au jour d'une des premières synagogues en Galilée en 2017 : la synagogue de Tel Rekhesh. Il a également dirigé une équipe de l'Université de Lausanne lors de la septième saison de fouilles du village de Shikhin en Galilée en 2018. Il a co-dirigé la fouille archéologique du village de Yodfat en Galilée en 2019. Il dirige la fouille archéologique du site de Khirbet Beit Netofa en Galilée depuis 2021.

## Publications
- (préface A. Lemaire), Les traditions du jubilé à Qumrân, Paris, Geuthner, coll. « Orients sémitiques », 2007, 458 p.  (ISBN 2705337792 et 978-2705337797).
- L'Écrit de Damas : le manifeste essénien, Louvain, Peeters, coll. « Collection de la Revue des études juives », no 51, 2011, 222 p.  (ISBN 9042922664 et 9789042922662).
- Aux origines des messianismes juifs, Suppléments to Vetus testamentum 158, Leyde, E.J. Brill, 2013  (ISBN 9789004251663 et 9789004251670).
- La rumeur Salomé, Paris, Éditions du Cerf, coll. « Cerf Histoire », 2013  (ISBN 2204099996 et 9782204099998).
- L'interminable fin du monde, Paris, Éditions du Cerf, coll. « Lire la Bible », 2014, 162 p.  (ISBN 2204101591 et 9782204101592).
- L'interminabile fine del mondo, Brescia, Queriniana, coll. « Nuovi Saggi », 2019, 201 p.  (ISBN 9788839909978).
- 끝나지 않는 세계의 종말, Séoul, CLC, 2020, 204 p.  (ISBN 9788934121275).
- Das endlose Ende der Welt. Historischer Essay über die Apokalyptik im alten Judentum und Christentum, Münster-Zürich-Vienne, LIT Verlag, coll. Zeitdiagnosen 48, 2020, 154 p.  (ISBN 9783643803160).
- O interminável fim do mundo. Ensaio histórico sobre a apocalíptica no judaísmo e no cristianismo antigos, São Paulo, Edições Loyala, 2021, 141 p.  (ISBN 9786555040883).
- Babatha : une vie ou L'humble vérité, Paris, Éditions Geuthner, 2014, 31 p.  (ISBN 2705338934 et 9782705338930).
- (en collaboration avec C. Clivaz et A. Gregory, éd.), Digital Humanities in Biblical, Early Judaism and Early Christian Studies, Leiden, E.J. Brill, coll. « Scholarly Communications Series », 2014, 275 p.  (ISBN 9789004264328 et 9789004264434).
- (en collaboration avec C. Clivaz et P. Dilley, éd.), Ancient Worlds in Digital Culture, Leiden, E.J. Brill, coll. « Digital Biblical Studies », no 1, 2016, 255 p.  (ISBN 9789004322479).
- L'insoutenable divinité des anges, Paris, Éditions du Cerf, 2018, 368 p.  (ISBN 9782204111690).
- L'insostenibile divinità degli angeli, Brescia, Queriniana, 2021, 325 p.  (ISBN 9788839928979).
- (en collaboration avec X. Levieils et C. Mézange, éd.), Encyclopédie des messianismes juifs dans l'Antiquité, Louvain, Peeters, coll. « Biblical Tools and Studies », no 33, 2018, 527 p.  (ISBN 9789042935549).
- (en collaboration avec M. Silvestrini et A. Thromas, éd.), "Retribution" in Jewish and Christian Texts, Tübingen, Mohr Siebeck, coll. WUNT 2.492, 2019, 220 p.  (ISBN 9783161547218).
- (en collaboration avec A. Kulik, G. Boccaccini, L. DiTommaso, et M. Stone, éd.), A Guide to Early Jewish Texts and Traditions in Christian Transmission, Oxford, Oxford University Press, 2020, 543 p.  (ISBN 9780190863098).
- Les racines bibliques de l'imaginaire des pandémies. Des plaies d'Égypte aux coronavirus, Paris, Bayard, 2020, 158 p.  (ISBN 9782227498808).
- (en collaboration avec S.C. Mimouni et L. Painchaud, dir.), La "sacerdotalisation" dans les premiers écrits mystiques juifs et chrétiens, Turnhout, Brepols, coll. Judaïsme ancien et origines du christianisme 22, 2021, 277 p.  (ISBN 9782503592992).
- Dans l'antichambre. Pour un dialogue entre la pensée juive et la connaissance renouvelée du judaïsme ancien, Paris, Hermann, coll. Panim el Panim, 2022, 386 p.  (ISBN 9791037013477).
- La traduction en hébreu de L'interminable fin du monde sera publiée au courant de 2022 aux Edition Resling. Traduit du français par Dorit Shiloh.
- Les manuscrits de la mer Morte, Paris, Presses Universitaires de France, coll. Que sais-je ? 4262, 2023, 128 p.  (ISBN 9782715413627).
- (en collaboration avec E. Serra et P. Therrien, éd.), The Reception of Biblical Figures: Essays in Method, Turnhout, Brepols. coll. Judaïsme ancien et origines du christianisme 27, 2024, 312 p.  (ISBN 9782503600765).